# 松下功
松下功（英文：Isao Matsushita，日文：まつした いさお，1951年11月23日—2018年9月16日），當代日本作曲家。

## 簡介
松下功於東京都出生。她曾就讀東京藝術大學及其研究院，曾跟隨南弘明、黛敏郎學習。在1977年，日本音樂比賽（日本音楽コンクール）作曲組獲獎。
1979年，德意志學術交流會（DAAD）發出學費給松下功在柏林藝術大學就讀，師從尹伊桑。
1985年，松下功獲得德國慕遜加柏國際作曲比賽（Moenchengladbach International Composition Competition）第一位。1986年，獲得入野奬。
1988年至2003年，松下功在東京藝術大學音樂學部作曲科擔任非常任講師。1991年至1999年，在尚美學園短期大學音楽學科擔任助理教授。1999年至2003年，在尚美學園大學情報藝術學部擔任教授，2003年，在「亞洲音樂節2003in東京」擔任執行委員長。1999年至2004年，在亞洲作曲家聯盟（Asian Composers League - ACL）擔任會長。
目前，松下功為東京藝術大學演奏藝術中心教授，日本作曲家協議會（公司）（Japan Federation of Composers - JFC）副主席，東風合奏團（アンサンブル東風）代表。
松下功的代表作是跟太鼓演奏家林英哲合作的《太鼓協奏曲「飛天遊」》，在日本國內外許多國家都被演奏過。在2000年，法籍日裔指揮家長野健曾指揮過演奏柏林愛樂樂團於歐洲和日本的演出此曲，大獲好評。
2005年，松下功獲選為Gaudeamus音樂獎（ガウデアムス音楽賞）審査員。松下功在東京藝術大學音樂學部作曲科擔任非常任講師其間，與岩代太郎、川島素晴、田村文生、大村久美子、南弘明、近藤讓、黛敏郎共事，培育人才。

## 作品

### 管弦學
- Diffusion（1976年）（日本音樂比賽（日本音楽コンクール）作曲組獲獎作品）
- 時間的紗（II） （1987年）（入野奬獲獎作品/ISCM音楽節「世界音楽之日常」1998年獲獎）
- 《夢之喚醒》交響詩（1989年）
- 《築後》交響詩（1990年）
- 大Atholl的（1992年）
- 時間的紗（III） （1993年）
- 和太鼓協奏曲「飛天遊」（1993年）
- 《夢的解釋》中提琴小協奏曲（1995年）
- 信州民謡釋義（1998年）
- 「陀羅尼」交響曲（2002年）

### 室內樂
- Layer （1976年）
- Atoll（I） （1982年）
- Atoll（II） （1982年）
- 東風（1983年）
- 時間的紗（I）（1984年）（入野奬獲獎作品/ISCM音楽節「世界音楽之日常」1993年獲獎）
- 五重奏曲 - 「閣樓上的散歩者」電影音樂（1992年）
- Lyrical Time（1992年）
- 為了夢想時（1994年）
- 一個夢想的感受（1998年）
- 夢的解釋II（1999年）
- 節日的風（2000年）
- 盛宴的聲音（2001年）
- 咒（2001年）
- 長笛合奏（2002年）
- 「合掌」交響曲（2004年）
- 「天空的舞」雙尺八協奏曲[3]（2007年）

### 吹奏樂
- Edwards（1974年）
- 飛天之舞（2002年）
- 飛天的禱告（2007年）

### 合唱團
- 「發送五月的歌」合唱組曲（1989年）
- 春天的玻璃合唱組曲（1992年）
- 「十月夜曲組曲」女聲合唱組曲（1993年）
- 「南方的圖畫書組曲」女聲合唱組曲（1996年）

### 歌劇
- 信濃之國・善光寺物語（1997年）（長野奧運官方文化節目）